# Via Mediolanum-Brixia
La via Mediolanum-Brixia era una strada romana che metteva in comunicazione Mediolanum (Milano) con Brixia (Brescia). La moderna strada provinciale Cassanese ricalca parzialmente il suo percorso.

## Percorso
Il percorso della strada iniziava a Mediolanum (Milano) e terminava a Brixia (Brescia) passando dalle attuali località di Segrate, Pioltello, Pozzuolo Martesana, Cassano d'Adda, Casirate d'Adda, Calvenzano, Caravaggio, Fara Olivana con Sola, Covo, Calcio, Castrezzato, Travagliato e Roncadelle. A Mediolanum la via Mediolanum-Brixia usciva dalla Porta Orientalis e, dopo l'estensione della cinta muraria verso nord est, che venne realizzata dopo il 291 su volere dell'imperatore Massimiano, dalla Porta Argentea, che si trovava lungo il nuovo perimetro di mura più esterno del precedente.